# Grigori Jefimowitsch Wolowik
Grigori Jefimowitsch Wolowik (russisch Григорий Ефимович Воловик; englische Transkription Grigori E. Volovik; * 7. September 1946 in Moskau) ist ein russischer theoretischer Physiker, der sich mit Festkörperphysik beschäftigt. Er ist bekannt für seine innovativen Vorschläge von Verbindungen der Astroteilchenphysik zur Festkörperphysik.

## Leben
Wolowik machte 1970 seinen Diplomabschluss am Physikalisch-Technischen Institut in Moskau. Seit 1973 war er am Landau-Institut in Moskau, seit 1992 als Leitender Wissenschaftler. 1973 wurde er dort promoviert (Kandidatentitel) mit der Arbeit Dynamics of a particle strongly interacting with a Bose System und 1981 habilitiert (russischer Doktortitel) mit der Arbeit Topology of defects in condensed matter. 1993 wurde er Professor am Labor für Tieftemperatur-Physik der Technischen Universität Helsinki, war aber gleichzeitig noch am Landau-Institut.
1992 erhielt er den Landau-Preis der Russischen Akademie der Wissenschaften. 2004 erhielt er den Simon Memorial Award in Tieftemperaturphysik für seine grundlegende Forschung zur Rolle der Symmetrie in der Tieftemperaturphysik und Anwendungen in der Kosmologie, Quantengravitation, Quantenfeldtheorie und Teilchenphysik (Laudatio). 2003 bis 2006 leitete er das Programm der Europäischen Wissenschaftsstiftung Cosmology in the Laboratory. Volovik ist Autor mehrerer Bücher und von über 340 wissenschaftlichen Zeitschriftenveröffentlichungen.
2001 wurde er Mitglied der Finnischen Akademie der Wissenschaften und 2007 der Leopoldina. Für 2014 wurde ihm der Lars-Onsager-Preis zugesprochen.

## Werk
Wolowik beschäftigt sich mit Quantenflüssigkeiten bei tiefen Temperaturen wie flüssigem Helium (Supraflüssigkeiten), unkonventioneller Supraleitung (zum Beispiel in Systemen schwerer Fermionen), der Physik von Gläsern und Flüssigkristallen, Quanten-Turbulenz, intrinsischem Quanten-Hall-Effekt, kohärenten Zuständen in der Larmor-Präzession. Insbesondere aber schlug er neuartige Experimente vor, in der Festkörperphysik Phänomene in Analogie zu Phänomenen der Quantenfeldtheorie und Astrophysik zu untersuchen (wie Physik am Ereignishorizont Schwarzer Löcher, Dunkle Energie und kosmologische Konstante, topologische Defekte für die Strukturbildung im frühen Universum). In der Quantenfeldtheorie ist für ihn insbesondere flüssiges Helium-3 ein gutes Modell des Vakuumzustandes in der Elementarteilchenphysik, mit Fermionen als elementaren Anregungen und Bosonen wie Photonen, Gravitonen, Gluonen als kollektiven Anregungen und grundlegenden physikalischen Symmetrie-Gesetzen wie Eich- und Lorentzinvarianz als bei genügend tiefen Temperaturen emergenten Gesetzen. Das drückt sich bei Helium-3 durch Verlust der Symmetrie bei hohen Energien (Gas) und Ausbildung (Emergenz) von Symmetrien wie Translationsinvarianz im supraflüssigen Zustand bei niedrigen Temperaturen aus. Er untersuchte Vielteilchenprobleme unter dem Aspekt der Klassifizierung ihrer Eigenschaften als topologische Defekte auch im Impulsraum. Er betrachtet zum Beispiel die Ausbildung einer Fermi-Fläche als topologischen Defekt im Impulsraum, einen quantisierten Wirbel, und hält ein anderes topologisches Verhalten im Impulsraum, die Ausbildung eines Fermi-Punktes in der A-Phase der He3-Quantenflüssigkeit für ein gutes Modell des Standardmodells in der Teilchenphysik.
Wolowik schlägt auch eine Lösung des Problems der kosmologischen Konstante aus Analoga zur Festkörperphysik vor, in der im Gegensatz zur Teilchenphysik und Quantengravitation das mikroskopische Modell genau bekannt ist.
Bei der Untersuchung von Teilchenphysik-Analoga und Phänomenen in Helium-3 arbeitet er mit dem Experimentator Juri Michailowitsch Bunkow zusammen.

## Schriften
- The Universe in a Helium Droplet. Clarendon Press, Oxford 2003, 2009.
- Exotic properties of superfluid Helium 3. World Scientific 1992.
- mit Matt Visser und Mario Novello (Hrsg.): Artificial Black Holes. World Scientific, 2002 (darin von Volovik: Effective Gravity and quantum vacuum in superfluids)
- mit R. Huebener und N. Schopohl (Hrsg.): Vortices in unconventional superconductors and superfluids. Springer Verlag, 2002.
- mit M. Salomaa: Quantized vortices in superfluid He3. In: Reviews of Modern Physics. Band 59, 1987, S. 533–613.